# Francis Rouse
Francis Rouse (eller Rous), född 1579 i Halton i Cornwall, död 1658, var en engelsk jurist, puritan och psalmförfattare.

## Psalmer
- Min herde Herren är i Frälsningsarméns sångbok 1990 med sång (nr 576).